# Farligt möte
Farligt möte (engelska Narrow Margin) är en amerikansk action-thriller från 1990 som är regisserad av Peter Hyams. I filmen spelas Robert Caulfield av Gene Hackman och Carol Hunnicut av Anne Archer. Filmen hade Sverigepremiär den 25 januari 1991 och var tillåten från 15 år. Filmen är en nyinspelning av Mord på tåg 63 från 1952.

## Handling
Connie har arrangerat en blind date åt sin väninna Carol Hunnicut med åklagaren Michael Tarlow på en restaurang i Los Angeles. I väntan på att deras bord ska bli klart får Michael ett meddelande och går upp på sitt rum för att ringa ett samtal. Samtidigt knackar det på dörren och maffialedaren Leo Watts står utanför och vill prata med Michael. Det hela leder till att Michael skjuts till döds av Leos hantlangare. Men vad de inte vet är att Carol har sett allting, och i ren panik flyr hon till en avskilt belägen stuga i Kanadas ödemark uppe i Klippiga bergen. Men åklagaren Robert Caulfield och polisassisten Dominick Benti spårar upp henne för att övertala henne att vittna, men hon är ovillig. Vad de inte vet är att de även har blivit förföljda av maffian. De blir beskjutna och tvingas fly för sina liv genom skogen och hamnar på ett tåg och tror sig ha blivit av med förföljarna. Men när de upptäcker att även maffian finns ombord börjar en mardrömslik jakt på liv och död.

## Rollista i urval
- Gene Hackman - Robert Caulfield
- Anne Archer - Carol Hunnicut
- J.T. Walsh - Michael Tarlow
- Harris Yulin - Leo Watts
- M. Emmet Walsh - Dominick Benti